# Вест Јунион (Ајова)
Вест Јунион (енгл. West Union) град је у америчкој савезној држави Ајова. По попису становништва из 2010. у њему је живело 2.486 становника.

## Демографија
Према попису становништва из 2010. у граду је живело 2.486 становника, што је -63 (-2.5%) становника више него 2000. године.
| Група             | 2000.         | 2010.         |
| Белци             | 2.466 (96,7%) | 2.363 (95,1%) |
| Афроамериканци    | 6 (0,2%)      | 27 (1,1%)     |
| Азијати           | 18 (0,7%)     | 20 (0,8%)     |
| Хиспаноамериканци | 35 (1,4%)     | 50 (2,0%)     |
| Укупно            | 2.549         | 2.486         |